# Заполье (Оренбургская область)
Заполье — посёлок в Адамовском районе Оренбургской области России. Входит в состав Комсомольского сельсовета.

## География
Посёлок находится в восточной части Оренбургской области, в подзоне типчаково-ковыльных степей, вблизи истока реки Жангызагаш, на расстоянии примерно 33 километров (по прямой) к востоку от посёлка Адамовки, административного центра района. Абсолютная высота — 333 метра над уровнем моря.
Климат
Климат характеризуется как резко континентальный с морозной зимой и жарким летом. Среднегодовая температура воздуха составляет 1,5 °C . Абсолютный максимум температуры воздуха составляет 42 °C; абсолютный минимум — −42 °C. Среднегодовое количество атмосферных осадков составляет 280—330 мм. При этом около 75 % осадков выпадает в тёплый период. Снежный покров держится в среднем около 152 дней в году.
Часовой пояс
Посёлок Заполье, как и вся Оренбургская область, находится в часовой зоне МСК+2. Смещение применяемого времени относительно UTC составляет +5:00.

## Население
| 2010 |
| ---- |
| 71   |

Гендерный состав
По данным Всероссийской переписи населения 2010 года в гендерной структуре населения мужчины составляли 47,9 %, женщины — соответственно 52,1 %.
Национальный состав
Согласно результатам переписи 2002 года, в национальной структуре населения казахи составляли 83 % из 88 чел.

## Улицы
Уличная сеть посёлка состоит из одной улицы (ул. Школьная).